# Kerkhof van Houthulst
Het Kerkhof van Houthulst is een gemeentelijke begraafplaats in de Belgische gemeente Houthulst. Ze ligt in het centrum van de gemeente rond de Sint-Jan Baptistkerk en heeft een driehoekige vorm. Aan de hoeken, buiten de omheining , staan monumenten die werden opgericht om de soldaten van de verschillende Belgische regimenten die vochten in de strijd om het Vrijbos in september 1918, te herdenken. De oude Sint-Jan-Baptistkerk werd tijdens de Eerste Wereldoorlog volledig verwoest. De nieuwe kerk werd in de jaren 1921-1923 op de huidige plaats gebouwd waarrond toen ook het kerkhof werd aangelegd. Een deel van het vroegere kerkhof bleef nog bewaard.
Op het kerkhof liggen enkele graven van gesneuvelde soldaten uit de Eerste Wereldoorlog waaronder een Fransman. Er ligt een groot perk met graven van Belgische oud-strijders uit de beide wereldoorlogen.

## Britse oorlogsgraven
Vooraan links op het kerkhof liggen 7 Britse gesneuvelden uit de Tweede Wereldoorlog.
Drie van hen sneuvelden eind mei 1940 tijdens de gevechten om de aftocht van het Britse Expeditieleger naar Duinkerke veilig te stellen. De vier andere slachtoffers waren de bemanning van een Hampden bommenwerper die op 21 april 1941 boven Houthulst werd neergeschoten.
De graven worden onderhouden door de Commonwealth War Graves Commission en staan er geregistreerd als Houthulst Churchyard.
Het kerkhof staat op de lijst van het Wereldoorlogerfgoed.